# Maciejeucy
Maciejeucy (biał. Мацееўцы; ros. Матеевцы, Matiejewcy) – wieś na Białorusi, w obwodzie witebskim, w rejonie dokszyckim, w sielsowiecie Biarozki. W 2009 roku liczyła 8 mieszkańców.